# Lekkanal
Der Lekkanal ist ein Schifffahrtskanal in der niederländischen Provinz Utrecht. Östlich des Merwede-Kanals und der Stadt Nieuwegein verbindet er über eine Länge von vier Kilometern den Amsterdam-Rhein-Kanal mit dem Fluss Lek. Für die Binnenschifffahrt bedeutet der Lekkanal eine Abkürzung des Weges vom Nordseekanal mit dem Amsterdamer Hafen nach Rotterdam.

## Geschichte
Durch die direkte Verbindung zum Amsterdam-Rhein-Kanal besitzt der Lekkanal den gleichen Wasserstand, der deutlich niedriger liegt als der Pegelstand im Lek. Den Abschluss der Kanalhaltung bilden die Prinzessin-Beatrixschleusen, die ungefähr einen Kilometer nördlich der Mündung in den Lek liegen. Bei Eröffnung des Kanals 1938 bestand der Schleusenkomplex aus zwei Schleusen von jeweils 225 Meter Länge bei 18 Meter Breite.
Die Zunahme des Schiffsverkehrs machte es notwendig, den Komplex um eine weitere Schleusenkammer zu erweitern. Die neue Schleusenkammer mit 275 Meter nutzbarer Länge wurde im Februar 2019 in Betrieb genommen. Durch die Lage der großen Schleuse neben den beiden alten wurde auch eine Verbreiterung der Kanalstrecke erforderlich, wodurch diese dem Verkehrsaufkommen angepasst werden konnte. Anschließend erfuhr der bestehende Komplex eine grundlegende Renovierung, die im Herbst 2019 abgeschlossen war.
Die dritte Kammer hat keine Hubtore erhalten, sondern besitzt an jedem Schleusenhaupt jeweils zwei Rolltore, die in seitlichen Torkammern eingefahren werden können. Infolgedessen können regelmäßige Wartungen an einem Tor ausgeführt werden ohne den Schleusenbetrieb länger zu behindern. Werden jeweils nur die äußeren Tore benutzt entsteht eine nutzbar Kammerlänge von 301 Meter. Durch die um sieben Meter breitere Schleusenkammer mit einer Drempeltiefe von 5,80 Meter können nun breitere Binnenschiffe mit deutlich mehr Tiefgang geschleust werden.
| Name der Schleuse               | Jahr der Inbetriebnahme | Nutz-Länge [Meter] | Breite [Meter] | Drempeltiefe [Meter] |
| ------------------------------- | ----------------------- | ------------------ | -------------- | -------------------- |
| Prinzessin-Beatrix-Schleuse 1   | 1938                    | 225                | 18             | 18,30                |
| Prinzessin-Beatrix-Schleuse 2   | 1938                    | 225                | 18             | 13                   |
| Prinzessin-Beatrix-Schleuse neu | 2019                    | 275                | 25             | 18                   |

Über den Lekkanal führen zwei Brücken, eine östlich Plettenburgs, und eine östlich Vreeswijks, beides Stadtteile Nieuwegeins.
Am Lekkanal liegt eine wichtige Entnahmestelle von Süßwasser, das in einer Aufbereitungsanlage von Schmutz- und Inhaltsstoffen befreit wird. Anschließend wird dieses Wasser zu den Dünen der Amsterdamer Wasserversorgung (Amsterdamse Waterleidingduinen) sowie den Dünen des Nordholländischen Dünenreservats gepumpt. Dort erfolgt jeweils eine gezielte Versickerung, um daraus Rohwasser für die Trinkwasseraufbereitung zu gewinnen.

## Bildergalerie

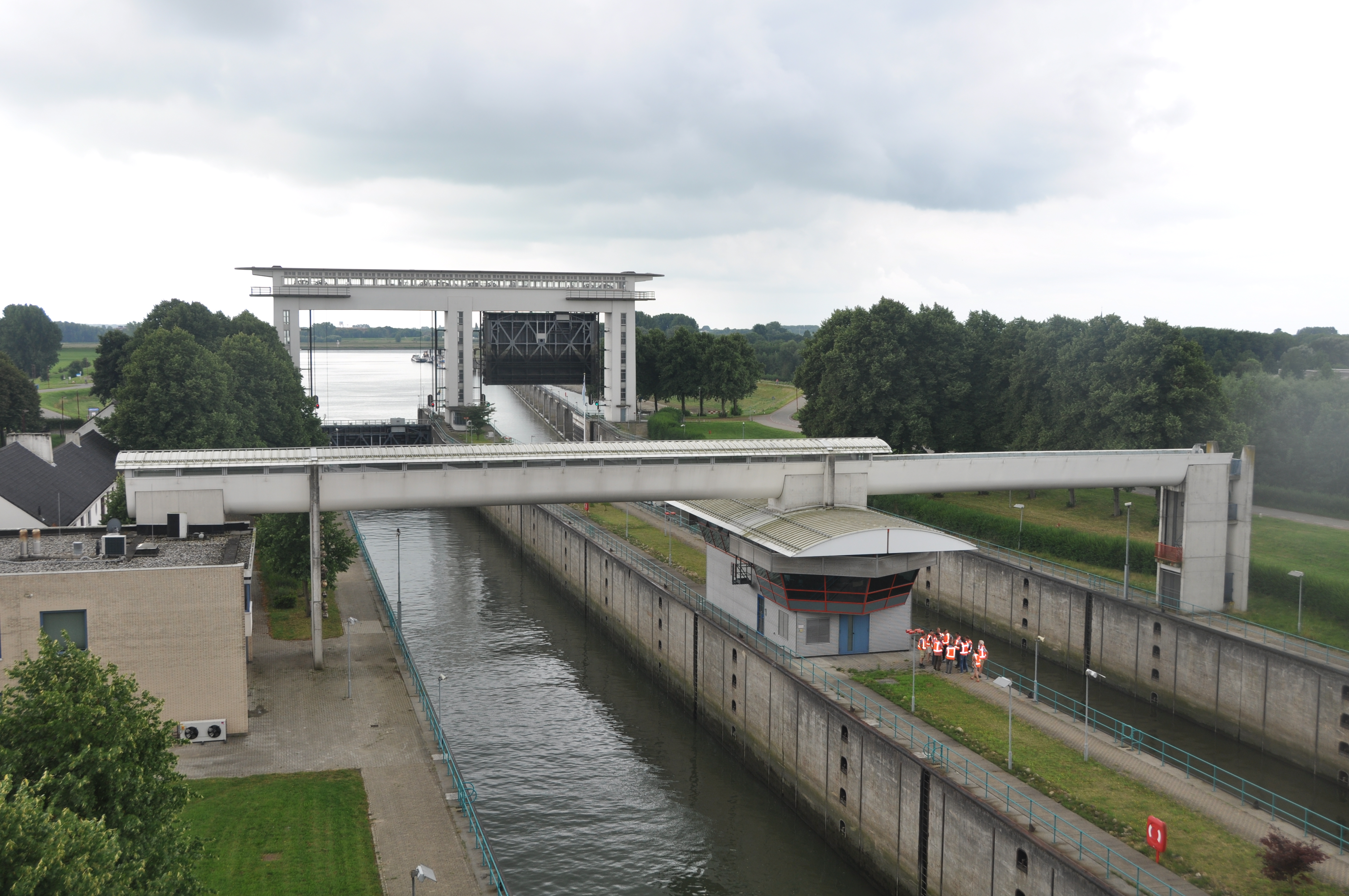
Übersicht der alten Schleusenanlage
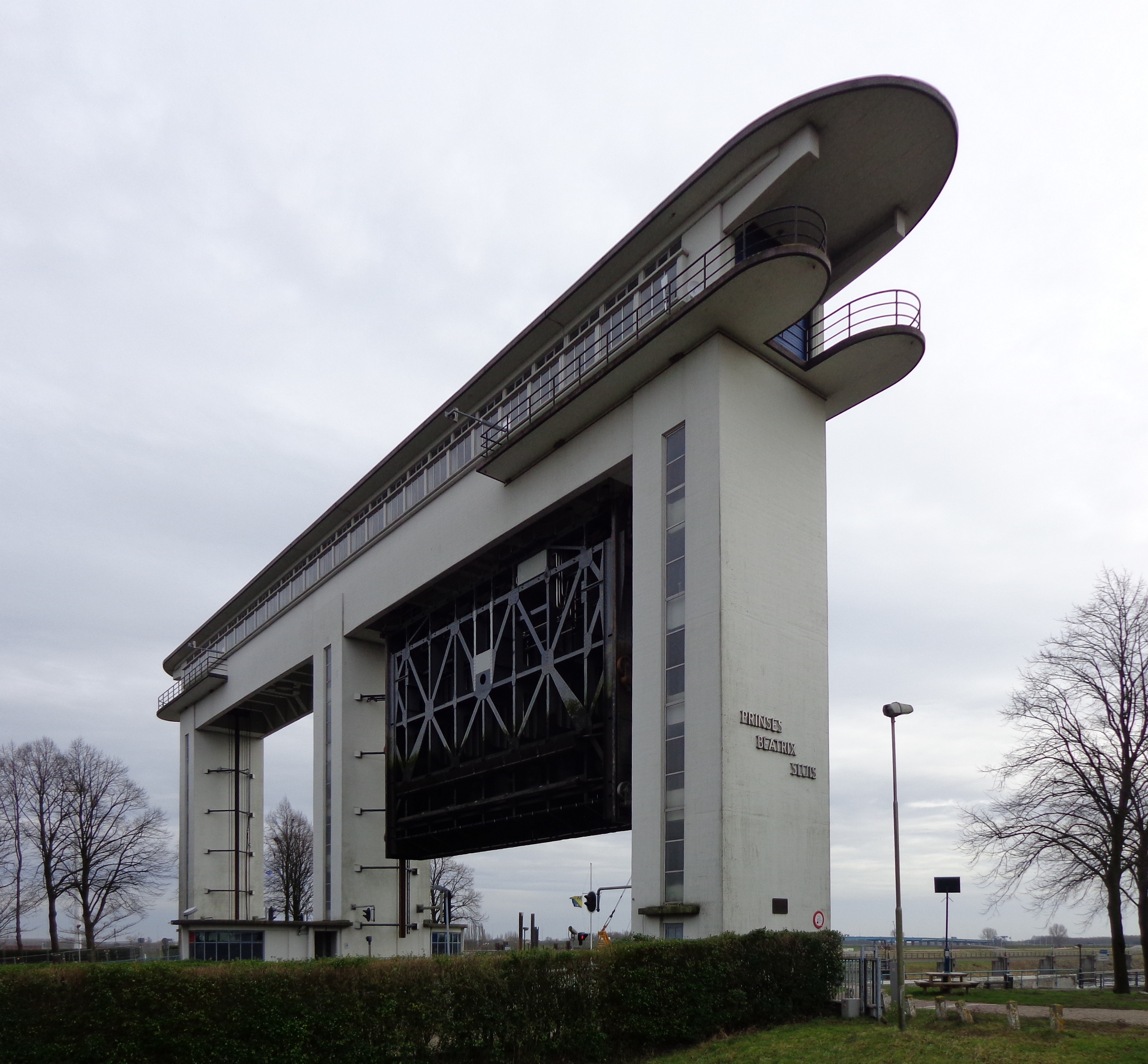
Schleusentor geöffnet
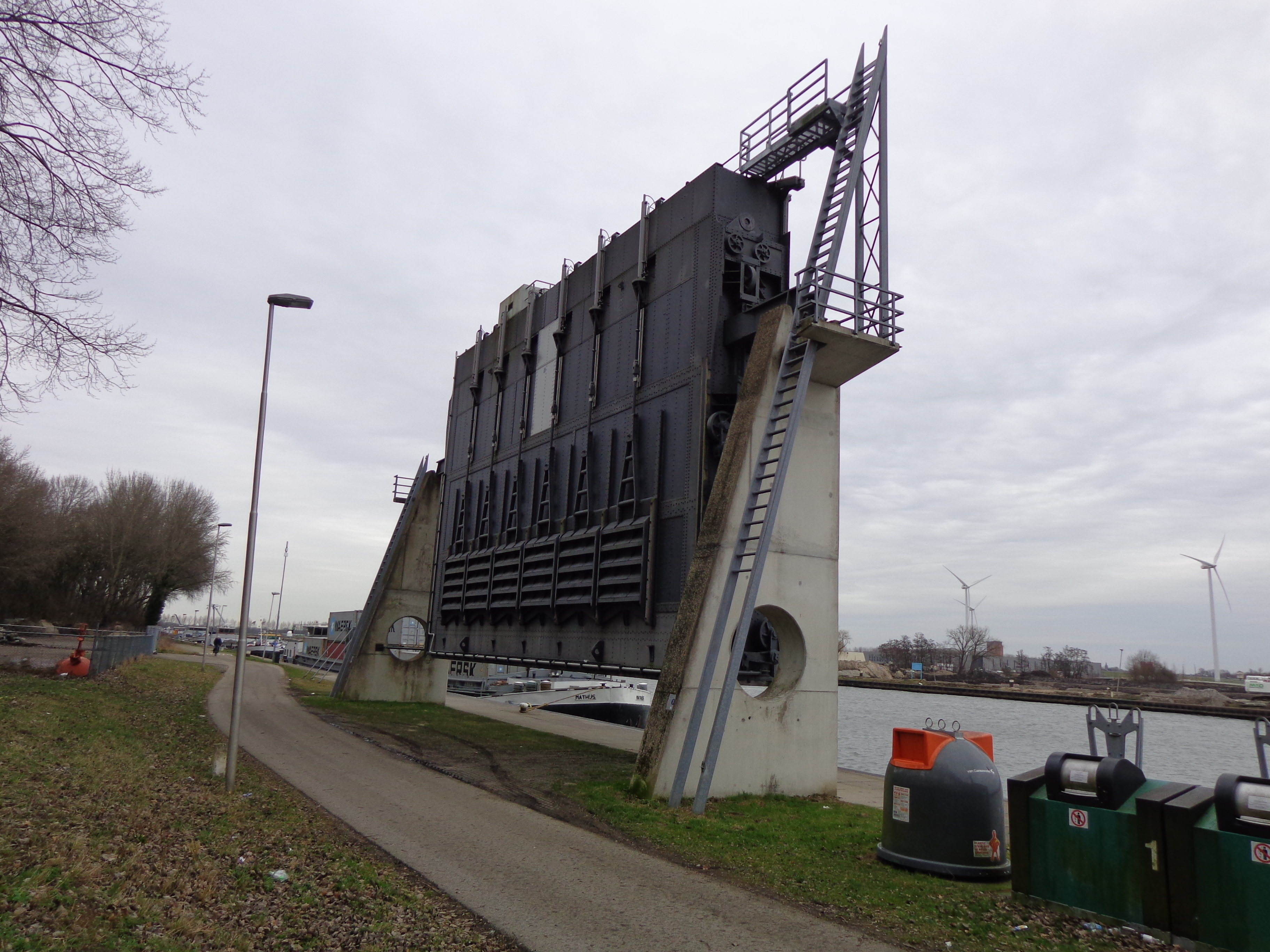
Reservetor